# Marash Kumbulla
Marash Nikolin Kumbulla (* 8. Februar 2000 in Peschiera del Garda, Provinz Verona) ist ein albanisch-italienischer Fußballnationalspieler. Er steht seit dem Sommer 2021 bei der AS Rom unter Vertrag und ist aktuell an Espanyol Barcelona ausgeliehen.

## Karriere

### Verein
Kumbulla wurde im norditalienischen Peschiera del Garda in der Provinz Verona als Sohn albanischer Eltern geboren und besitzt die Staatsbürgerschaften beider Nationen. Im Alter von acht Jahren begann er in der Nachwuchsabteilung von Hellas Verona mit dem Fußballspielen. Dort spielte er in diversen Juniorenauswahlen und seit der Saison 2016/17 war er für die U19-Mannschaft im Einsatz, bei der er sich sofort als Stammspieler etablierte. Im Juli 2017 unterzeichnete er seinen ersten professionellen Vertrag beim venetischen Verein. In der Saison 2018/19 wurde er in die erste Mannschaft befördert und debütierte bereits am 12. August bei der 0:2-Auswärtsniederlage in der Coppa Italia 2018/19 gegen Catania Calcio für diese. Am 27. Dezember (18. Spieltag) bestritt er beim 4:0-Heimsieg gegen den AS Cittadella sein erstes Spiel in der Serie B. Diese zwei blieben seine einzigen Einsätze in der Spielzeit, da er die angestammten Innenverteidiger nicht verdrängen konnte und auch von Verletzungen zurückgeworfen wurde. Somit hatte er auch keinen bedeutenden Einfluss am Aufstieg der Gialloblù in die Serie A. In der nächsten Saison 2019/20 erhielt er unter dem Cheftrainer Ivan Jurić das Vertrauen und war von Saisonbeginn an in der Innenverteidigung gesetzt. Am 21. September 2019 (4. Spieltag) wurde er bei der 1:2-Auswärtsniederlage gegen Juventus Turin in der 90. Spielminute mit gelb-rot vom Platz gestellt. Nach zwei Spielen kehrte er auf das Spielfeld zurück und erzielte beim 2:0-Heimsieg gegen Sampdoria Genua sein erstes Tor im professionellen Fußball. In dieser Spielzeit bestritt er 25 Ligaspiele, in denen ihm ebendieser Torerfolg gelang. Am 17. September 2020 wechselte Kumbulla auf Leihbasis für zwei Jahre zum Ligakonkurrenten AS Rom. Im Anschluss an die Leihdauer bestand eine Kaufpflicht für den Hauptstadtverein. Am 27. September 2020 (2. Spieltag) debütierte er beim 2:2-Unentschieden gegen Juventus Turin für seinen neuen Arbeitgeber. Nach der Leihe wurde Kumballa dann wie vereinbart fest verpflichtet und konnte schon im ersten Jahr die UEFA Europa Conference League gewinnen. Im Februar 2024 wechselte er leihweise zur US Sassuolo Calcio. Sechs Monate später folgte die Leihe zu Espanyol Barcelona nach Spanien.

### Nationalmannschaft
Von 2015 bis 2019 bestritt Kumbulla 17 Länderspiele für diverse albanische Jugendauswahlen. Am 14. Oktober 2019 debütierte er dann beim 4:0-Auswärtssieg gegen Moldawien in der Qualifikation zur Europameisterschaft 2021 für die A-Nationalmannschaft. Durch diesen Einsatz ist ein Wechsel in die Auswahlen des italienischen Verbandes nicht mehr möglich, für den Kumballa durch seine Geburt in Italien ebenfalls spielberechtigt gewesen wäre.

## Erfolge
Hellas Verona
- Aufstieg in die Serie A: 2018/19

AS Rom
- UEFA Europa Conference League: 2022